# Pobres Eremites de Sant Jeroni
Els Pobres Eremites de Sant Jeroni o Congregació del Beat Pere de Pisa de l'Orde dels Eremites de Sant Jeroni, en italià Poveri eremiti della Congregazione di frate Pietro da Pisa. i en llatí Ordo Fratrum Eremitarum S. Hieronymi Congregationis b. Petri de Pisis i també anomenats Eremites de Fra Pere de Pisa i, a Itàlia, Girolamiti (jeronimites), van ésser un orde religiós de tipus semieremític, fundat el 1377 per Pere Gambacorta de Pisa. L'orde, una de les branques de la família jerònima, va estendre's només a Itàlia i fou suprimida en 1933. Els monjos de l'orde posposaven al seu nom les sigles C.b.P.

## Història
L'orde havia estat fundat per Pietro Gambacorta (1355-1435), retirat a fer vida eremítica. Cap al 1377 arribà al mont Cesana, prop d'Urbino i s'hi instal·là. Va fundar al costat de la seva ermita un monestir anomenat de Montebello (Isola del Piano, Úmbria) el primer eremitori de l'orde, on van viure dotze eremites més. La comunitat prengué el nom de Pobres Eremites de Sant Jeroni; Pere trià Sant Jeroni d'Estridó com a patró, per la vida d'anacoreta que havia portat i per la devoció que hi havia envers el sant en la seva família. Va presciure la regla de vida, molt austera, amb períodes anuals de dejuni de quaranta dies, i dejunis cada dilluns, dimecres i divendres, com també les hores de pregària individual i d'assistència a l'ofici diví. L'hàbit era una túnica marró, amb caputxa i un cinyell de cuir.
La congregació fou aprovada per Martí V en 1421. En poc temps, l'orde s'estengué per Itàlia, sobretot al Ducat d'Urbino, avui les Marques: Pesaro, Urbino, Fano, Rímini, Venècia, Pàdua i Ferrara, tots ells fundats pel beat. Per diferenciar-la d'altres instituts similars, també dedicats a Sant Jeroni, com els Eremites de Sant Jeroni de Fiesole o l'Orde de Sant Jeroni hispànic, començà a denominar-se com a Eremites de Sant Jeroni de Pisa o Eremites de Sant Jeroni del beat Pere Gambacorta o com una congregació independent dintre de l'Orde de Sant Jeroni.

### Unió amb els Eremites de Roma
Cap al 1434, un eremita Nicola da Forca Palena s'havia establert al mont Gianicolo de Roma, llavors aïllat i de difícil accés, a l'església de Sant'Onofrio, on traslladà una comunitat similar a la de Pere Gambacorta que havia format uns anys abans a Roma. Llavors, pensant a unir esforços i créixer, va proposar als eremites de la congregació de Pere de Pisa de San Sebastiano de Venècia que s'unissin a la seva fundació del Gianicolo. Mentrestant, Eugeni IV aprovà la fundació de Niccolò el 4 d'octubre de 1437. La congregació pisana acceptà i finalment, a partir dels dos eremitoris les congregacions de Pisa i Roma formaren un únic orde que seria reconegut amb nous privilegis pel papa Eugeni IV en 1446. Malgrat l'origen doble, el nou orde fou conegut com a Congregació dels Eremites de Sant Jeroni del Beat Pere de Pisa.
Les constitucions se n'aprovaren en 1444, i Pius V els donà la seva forma definitiva en 1568, obligant els eremites a fer els tres vots habituals (obediència, pobresa, castedat) i a posar-se sota la Regla de Sant Agustí. De mica en mica, s'hi incorporaren altres grups d'eremites que havien estat congregacions independents fins llavors: els Eremites de Monte Segestero, de prop de Gènova en 1579, i els Eremites del Tirol i Baviera en 1695.

### Evolució posterior
A Itàlia hi havia quaranta monestirs en dues províncies, Ancona i Treviso. A Roma tenien el monestir de Sant' Onoforio in Gianicolo. Cap al 1780, els convents jerònims de la congregació pisana superaven els norant, a Itàlia i fora.
L'orde fou suprimit per Pius XI el 12 de gener de 1933, ja que havia quedat obsolet en el context de l'Església.